# 楊少侯

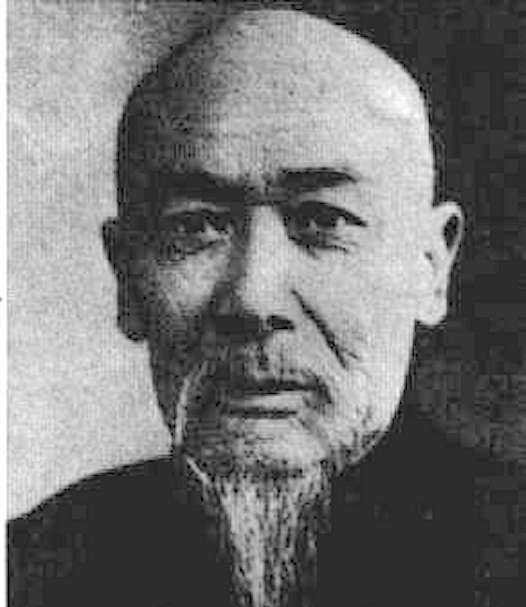
楊少侯

楊 少侯（よう しょうこう、Yang Shaohou、1862年 - 1929年）は、中国武術である太極拳の楊式太極拳の永年楊氏第三世。
本名は楊兆熊。字は少侯。清（現中華人民共和国）河北省永年県広府鎮の出身。
楊露禅の孫で、楊健侯の長男。
楊班侯、楊健侯亡き後は、楊兆鵬、楊少侯、楊澄甫の肩の上にのしかかった。
三人の中で、唯一少侯のみは性格が剛烈で、楊班侯の遺風と小架式を継いだ。
動作迅速、拳架沈着で、散手を得意とした。
北平（北京）に出向いて、北平体育研究社にて太極拳を指導した。
しかし、当時の評判は緩やかな大架式を得意とした、楊澄甫のほうが良かった。
弟子には、楊振声、呉図南、陳泮嶺がいる。